# سیجانوس
سیجانوس (انگلیسی: Sejanus; حدود ۲۰ پیش از میلاد – اکتبر ۱۸, ۳۱ میلادی سن ۵۰)) فرد نظامی اهل روم باستان بود. سرباز رومی، دوست و معتمد امپراتور روم تیبریوس بود. از طبقه سوارکاران با منصوب شدن، سجانوس به عنوان  فرماندار پرایتوری از گارد پرایتوری (بادیگارد امپراتوری رومی) به قدرت رسید، که او از سال ۱۴ پس از میلاد تا زمان اعدامش برای خیانت در سال ۳۱ پس از میلاد فرمانده آن بود.